# Khadja Nin
Khadja Nin (Ruvyagira, 27 giugno 1959) è una cantante di musica pop/world music burundese e residente in Belgio.
Ha inciso brani in diverse lingue, incluse swahili, kirundi e francese.

## Biografia
Khadja Nin iniziò a studiare musica e canto fin da giovanissima. A sette anni era una delle prime voci del coro della cattedrale di Bujumbura e sognava di intraprendere una carriera come quella di Miriam Makeba. A 16 anni lasciò il Burundi per trasferirsi in Zaire (oggi Repubblica Democratica del Congo), dove si sposò ed ebbe un figlio. Per qualche tempo si dedicò al settore turistico insieme al marito, per poi trasferirsi con la famiglia nel Belgio, nel 1980. La morte improvvisa del marito la costrinse ad accettare lavori di basso profilo per mantenere il figlio, finché nel 1985 non conobbe il musicista Nicolas Fiszman, che la introdusse presso l'etichetta discografica BMG.
I suoi primi album, Khadja Nin (1992) e Ya Pili (1994) furono accolti tiepidamente dal pubblico e dalla critica. Il successo venne nel 1996 con il terzo album, Sambolera, che conteneva tra gli altri il brano Sina Mali, Sina Deni (una reinterpretazione di Free di Stevie Wonder) che è stato uno dei suoi massimi successi.
Sull'onda del successo, Khadja pubblicò un nuovo album nell'ottobre 1998 intitolato "Ya ...", dove cantava in swahili ma anche in kirundi, una lingua parlata nel suo paese d'origine. Le sue canzoni affrontavano argomenti per lei molto a cuore, come i bambini di strada, le situazioni di guerra o la lotta contro le disuguaglianze.
Ha firmato anche un vibrante omaggio a Mandela nello stesso periodo di una canzone sulla condizione della madre, "Mama", pubblicata poi in un singolo, utilizzato per una clip della grande attrice Jeanne Moreau.
Nel 1999, Khadja Nin è apparsa durante una serie di concerti di Sting a New York, accompagnata da Cheb Mami, anch'esso invitato dalla star inglese. Il 10 gennaio 2000 il trio si è presentato anche sul palco parigino del Palais Omnisport di Paris-Bercy.
Nel 2006, ha sposato il famoso automobilista belga Jacky Ickx. La coppia vive tra il Principato di Monaco e il Mali. In quest'ultimo paese, vive in un villaggio e si occupa tra l'altro di un'associazione di aiuto alle donne.
Nel 2007 è tornata in Burundi devastata dalla guerra civile per dare un concerto: sarà l'ultima volta di un ritorno in patria.

## L'impegno umanitario
Ambasciatrice dell'UNICEF, Khadja Nin è coinvolta in varie iniziative, come la scuola per ragazze in Africa, le campagne per la vaccinazione o la lotta contro la fame
Nonostante le tensioni politiche in Burundi raggiungessero un livello elevato nel 2015, Khadja Nin ha mostrato le sue convinzioni e ha partecipato alla protesta contro il regime del presidente burundese Pierre Nkurunziza.
Nel 2018, l'artista è stata selezionata per far parte della giuria del Festival di Cannes. Ha salito i gradini del Palais des Festivals accanto al presidente della giuria, l'attrice australiana Cate Blanchett.

## Discografia
- Khadja Nin (1992)
- Ya Pili (1994)
- Sambolera (1996)
- Ya... (1998)